# Вінгерсайм-ле-Катр-Бан
Вінгерсайм-ле-Катр-Бан (фр. Wingersheim les Quatre Bans) — муніципалітет у Франції, у регіоні Ельзас, департамент Нижній Рейн. Вінгерсайм-ле-Катр-Бан утворено 1 січня 2016 року шляхом злиття муніципалітетів Женсайм, Оаценайм, Міттелозен i Вінгерсайм. Адміністративним центром муніципалітету є Венгерсайм. Населення — 2338 осіб (01.01.2021).